# Werner Steinmüller
Werner Helmut Steinmüller (* 1954) ist ein deutscher Wirtschaftsingenieur. Er war Vorstandsmitglied der Deutschen Bank, zuständig für die Region Asien-Pazifik.

## Leben
Steinmüller studierte an der TU Darmstadt und erhielt einen Abschluss als Diplom-Wirtschaftsingenieur.
Seine berufliche Karriere begann er 1979 bei der Citibank und wechselte 1991 zur Deutschen Bank. Ab 1996 war er dort Co-Leiter des Corporate Finance-Geschäfts und ab 1998 Leiter der Global Banking Division Europe.
Zwischen 2003 und 2004 war er Chief Operating Officer des Global Transaction Banking, bis er 2004 Leiter des Global Transaction Bankings wurde.
Am 1. August 2016 wurde er in den Vorstand berufen und ist dort Chief Executive Officer für die Region Asien-Pazifik. Diese Position hielt er bis zum 31. Juli 2020 inne. Steinmüller plante den Ausbau des Privatkundengeschäfts auf dem asiatischen Markt und weitere Expansionen in Indien. Aktuell ist er Beiratsmitglied der FELS Group GmbH.
Steinmüller erhielt 2018 eine Managervergütung von 4.7 Millionen Euro. Er hielt 2019 insgesamt 146.905 Aktien der Deutschen Bank AG.
Steinmüller ist verheiratet und hat drei Kinder.